# Хижняківка (Лозівський район)
Хижня́ківка — село в Україні, у Лозівській міській громаді Лозівського району Харківської області. Населення становить 376 осіб. До 2020 орган місцевого самоврядування — Орільська селищна рада.

## Географія
Село Хижняківка знаходиться на лівому березі річки Орілька, вище за течією примикає до селища Орілька, нижче за течією на відстані 2 км розташоване село Запарівка. Поруч проходить залізниця, найближча станція Орілька за 2 км.

## Історія
1915 — дата заснування.
12 червня 2020 року, відповідно до Розпорядження Кабінету Міністрів України № 725-р «Про визначення адміністративних центрів та затвердження територій територіальних громад Харківської області», увійшло до складу Лозівської міської громади.
17 липня 2020 року, в результаті адміністративно-територіальної реформи та ліквідації колишнього Лозівського району (1923—2020), увійшло до складу новоутвореного Лозівського району Харківської області.